# Afroleptomydas namaquensis
Afroleptomydas namaquensis är en tvåvingeart som beskrevs av Hesse 1969. Afroleptomydas namaquensis ingår i släktet Afroleptomydas och familjen Mydidae. Inga underarter finns listade i Catalogue of Life.